# Autoroute A90 (Grèce)
Pour les articles homonymes, voir A90 et Autoroute A90.
Ne doit pas être confondu avec Route nationale 90 (Grèce).
L'autoroute A90, également appelée Autoroute du nord de la Crète (grec moderne : Βόρειος Οδικός Άξονας Κρήτης / Vórios Odikós Áxonas Krítis, en abrégé BOAK), est une autoroute située sur l'île de Crète en Grèce.

## Description
Reliant la ville la plus occidentale de Crète, Kíssamos, à la plus orientale, Sitía, l'autoroute représente un important corridor est-ouest en Crète. Outre Sitía et Kíssamos, l'autoroute A90 passe à proximité de plusieurs grandes villes crétoises, dont les quatre capitales régionales (La Canée, Réthymnon, Héraklion et Ágios Nikólaos) et elle donne accès à de nombreux parcs nationaux ou naturels, ainsi qu'à de nombreuses stations balnéaires et ports maritimes.
L'autoroute 90 dessert les aéroports de La Canée et d'Héraklion et desservira également le nouvel aéroport à Kastélli.

## Histoire
Dans les années 1990, la route nationale 90, construite à la fin des années 1960, a connu des embouteillages. La route a alors été transformée en autoroute à quatre voies avec un terre-plein central. Le premier tronçon mesurait 16 kilomètres de long.
ΕΥΔΕ BOAK (Ειδική Υπηρεσία Δημοσίων Έργων ΒΟΑΚ - Service spécial des travaux publics (BOAK)) était chargé de la conception et de la construction des travaux publics grecs. Les terre-pleins centraux ont permis de réduire considérablement le nombre d'accidents. Sur le tronçon de Linoperama à Giofyros, le nombre de décès s'est élevé à 23 entre 1999 et 2001, puis à 2 entre 2002 et 2005.
En 2019, seuls 51 km de la route avaient été modernisés en autoroute à quatre voies avec bande d'arrêt d'urgence et bande médiane : 9 km autour de La Canée, 7 km autour de Réthymnon et 35 km dans la préfecture d'Héraklion, de Linoperamata à Hersonissos.
Sur les sections élargies autour des villes de La Canée, Réthymnon et Héraklion, la modernisation/l'élargissement de la route visait à gérer la charge de trafic et s'appuyait sur le plan routier de 1968. La vitesse est limitée à 90 km/h, à l'exception du tronçon Gournes-Hersonissos, seul tronçon de la route répondant aux normes modernes.
Le ministère grec des Infrastructures prévoit la modernisation complète de la route en autoroute à quatre voies. Le projet doit être réalisé en deux phases : La Canée-Agios Nikolaos et Kissamos-La Canée, puis Agios Nikolaos-Sitia.
Début 2020, deux scénarios possibles ont été annoncés pour le financement de la route. Le premier scénario prévoit que le gouvernement perçoive des recettes d'une autre concession. Le problème réside dans l'approbation des créanciers, car une partie de ces fonds est affectée au service de la dette publique. Dans le second scénario, les remboursements de la banque centrale pourraient servir à financer le projet, qui est actuellement à l'étude au plus haut niveau du gouvernement.
La reconstruction de la route a débuté en 2024 et l'achèvement de l'autoroute est prévu pour 2031.

## Route
Une fois achevée, l'autoroute 90 traversera le nord de la Crète, partant de Kíssamos et se terminant à Ágios Nikólaos, suivant exactement le tracé de la nouvelle route nationale 90.

### Villes
L'autoroute 90 passe près de Chania, Réthymnon, Héraklion et Agios Nikolaos.

### Aéroports
L'autoroute 90 dessert les aéroports suivants : La Canée et Héraklion, ainsi que le nouvel aéroport d’Héraklion à Kastélli.

### Ports maritimes
L'autoroute 90 dessert les ports maritimes de Kavonisi, Kissamos, La Canée, Réthymnon, Héraklion et Agios Nikolaos.

## Tracé
| Km     | Agglomérations | Carte interactive           |
| ------ | -------------- | --------------------------- |
| 0 km   | Kíssamos       | Parcours de l'autoroute A90 |
| 15 km  | Kolymvári      | Parcours de l'autoroute A90 |
| 38 km  | La Canée       | Parcours de l'autoroute A90 |
| 44 km  | Soúda          | Parcours de l'autoroute A90 |
| 74 km  | Georgioúpoli   | Parcours de l'autoroute A90 |
| 100 km | Réthymnon      | Parcours de l'autoroute A90 |
| 174 km | Héraklion      | Parcours de l'autoroute A90 |
| 196 km | Chersónissos   | Parcours de l'autoroute A90 |
| 220 km | Neápoli        | Parcours de l'autoroute A90 |
| 234 km | Ágios Nikólaos | Parcours de l'autoroute A90 |

## Galerie

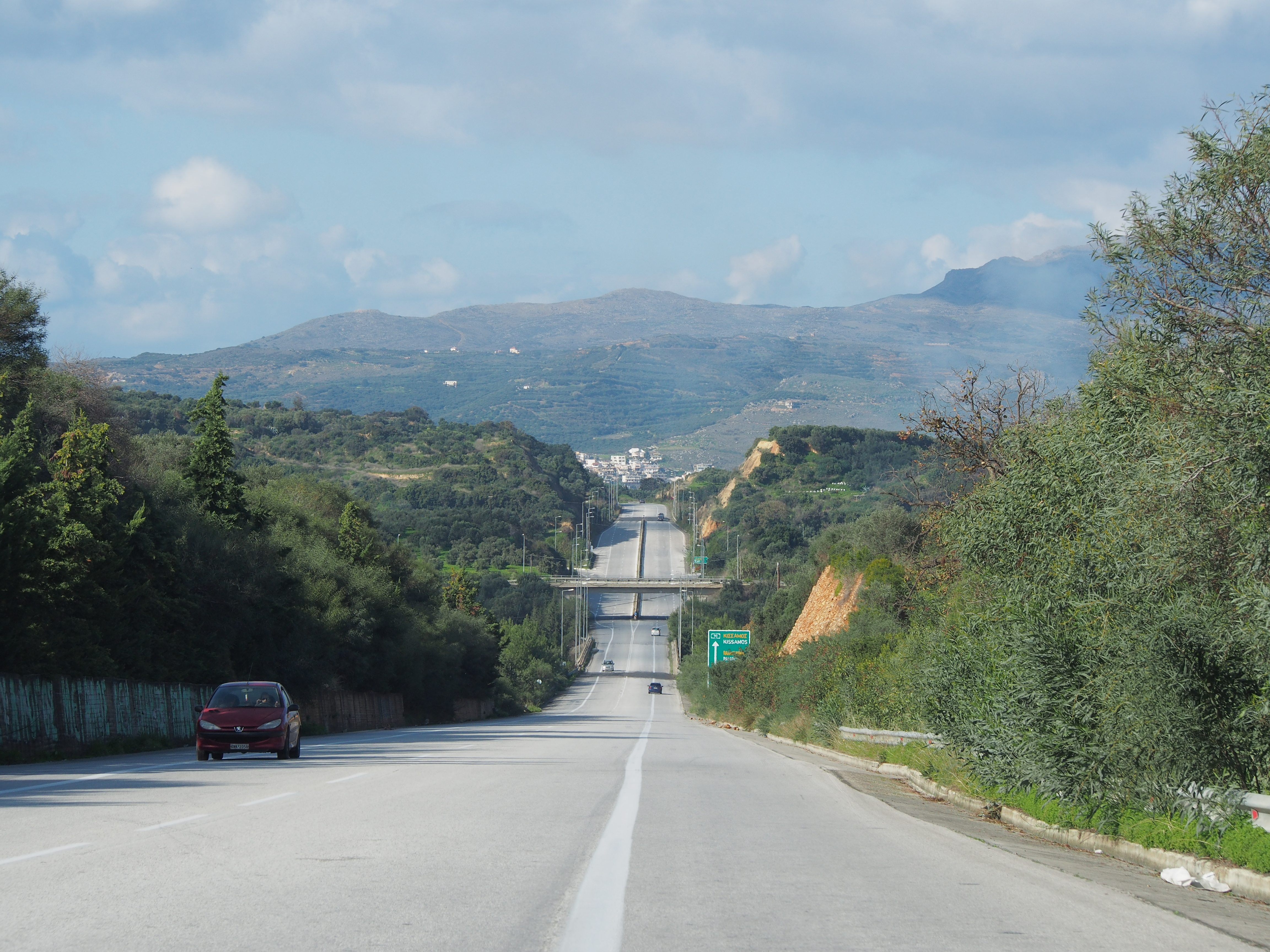
La A90 près de Tavroníti.
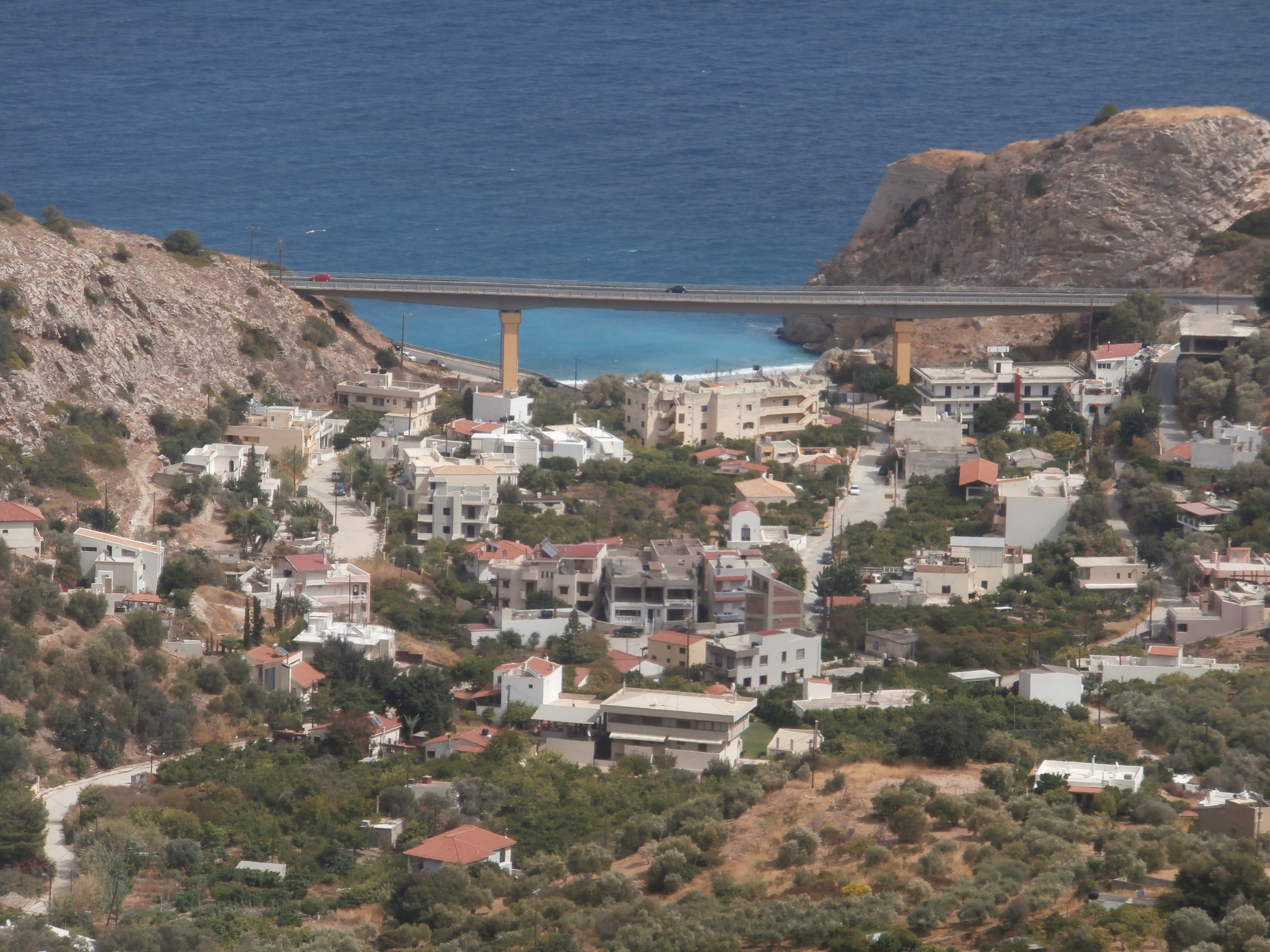
Pont à Palaiókastro.
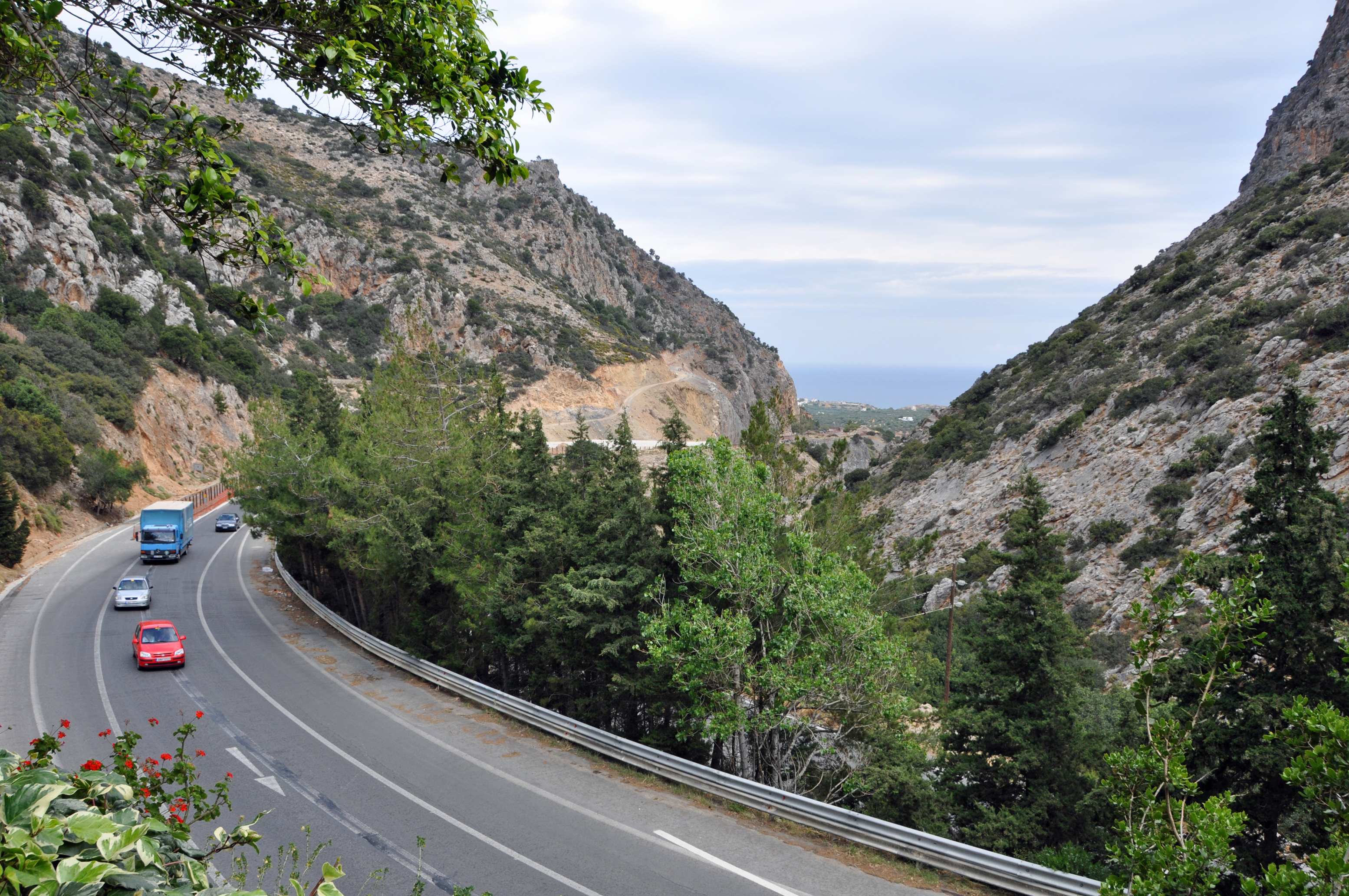
La A90 dans les gorges de Selinari.

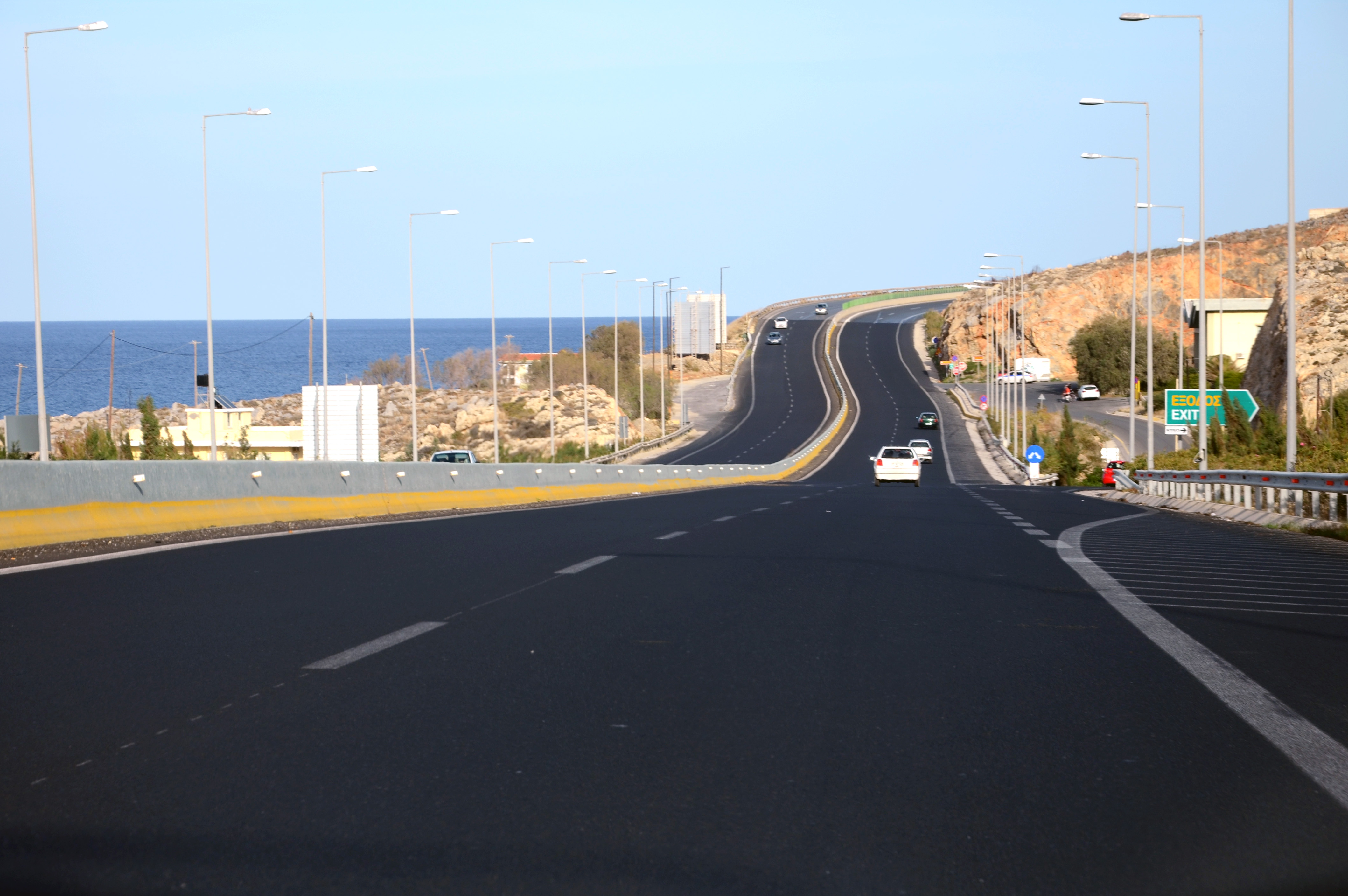
La A90 près de Héraklion.
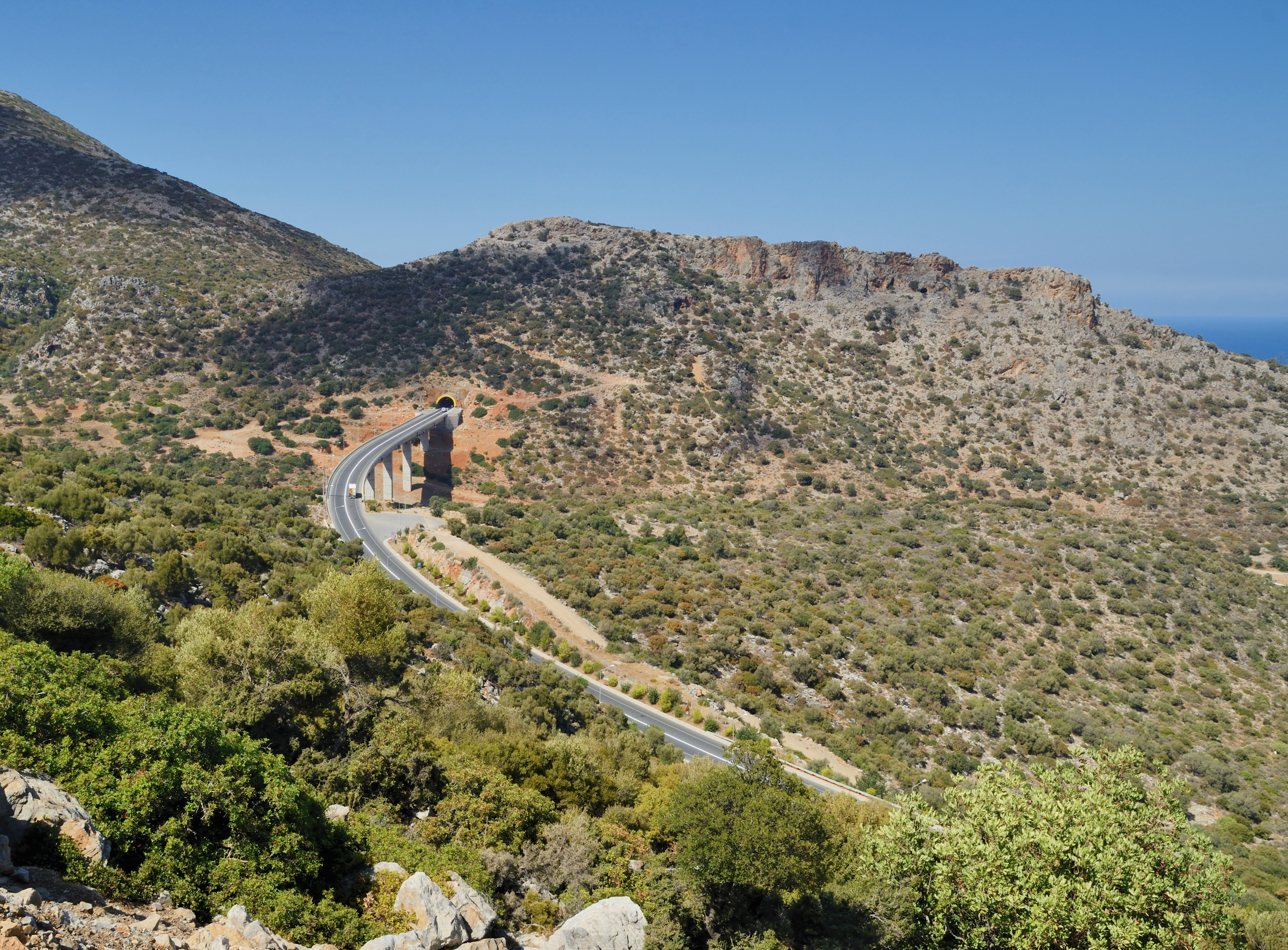
Tunnel et pont près de Chersónisos.
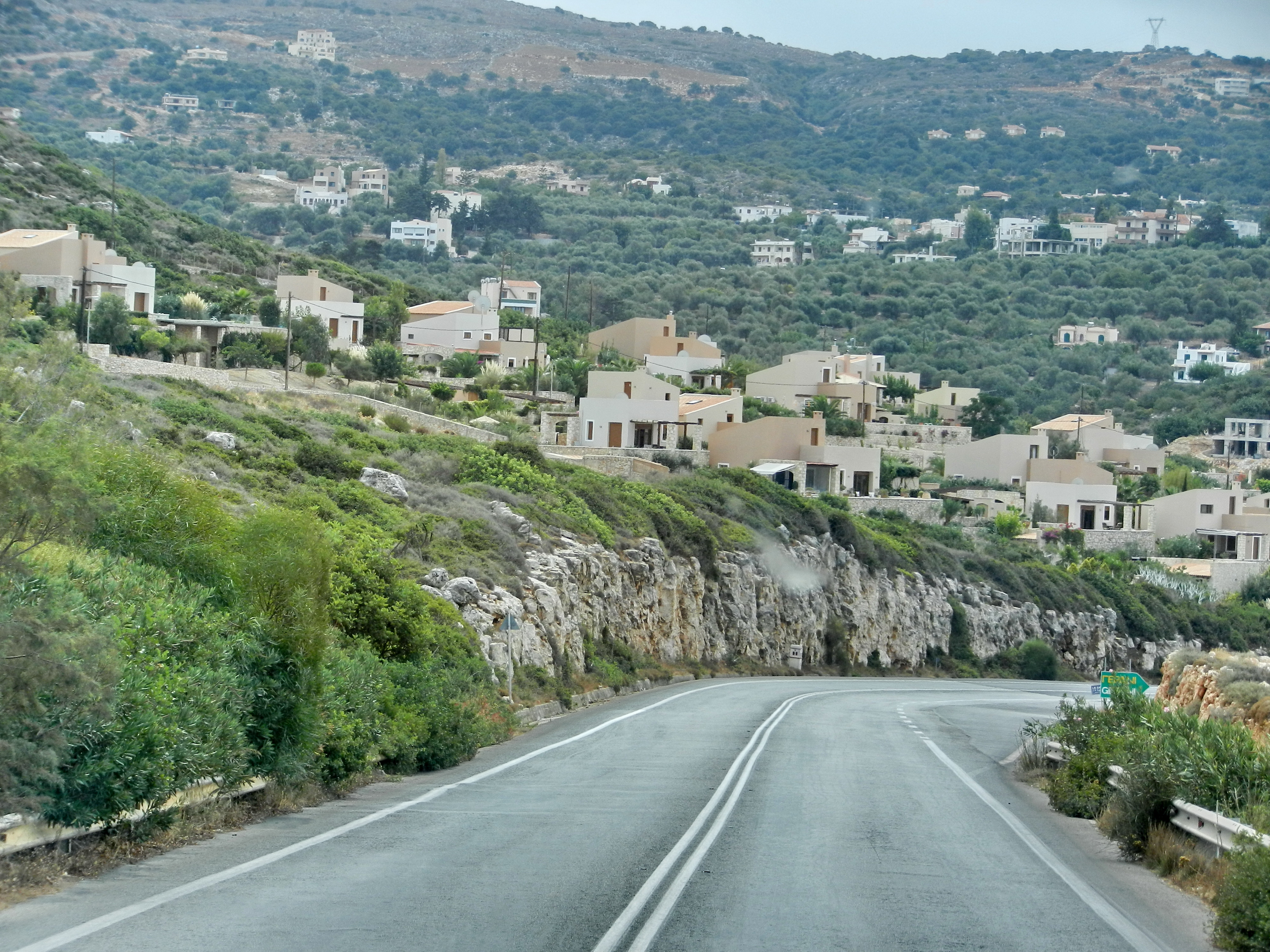
La A90 à Nikiforos.
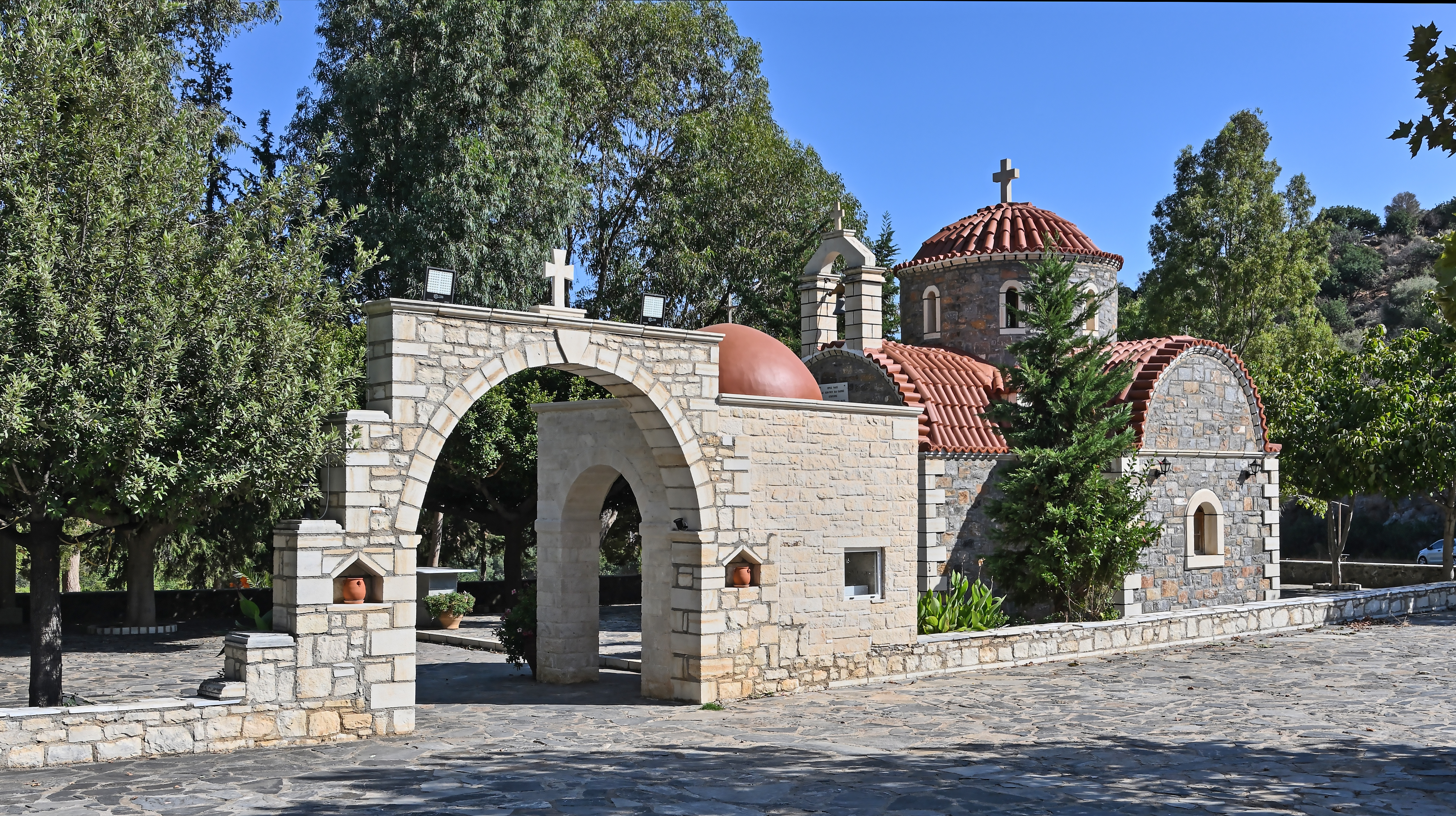
Église St Constantin et St Hélène au bord de la route A90.